# 君の瞳にRainbow
「君の瞳にRainbow」（きみのひとみにレインボー）は、織田哲郎の通算13枚目のシングル。1992年11月26日にBMGルームスから発売された。

## 解説
「君の瞳にRainbow」は、日本テレビ系ドラマ『刑事貴族3』の主題歌に起用された。
カップリング「DON'T YOU WANNA TOUCH ME?」はアルバム『ENDLESS DREAM』からのリテイクバージョン。後にベストアルバム『BEST OF BEST 1000』に収録された。

## 収録曲
- 全作詞・作曲・編曲：織田哲郎

1. 君の瞳にRainbow
2. DON'T YOU WANNA TOUCH ME? (studio live ver.)

## 参加ミュージシャン
- 織田哲郎 - ギター、キーボード、プログラミング

- 勝田かず樹(DIMENSION) - サックス
- 葉山たけし - コーラス